# Bart Allen
Bartholomew Henry "Bart" Allen II è un personaggio dei fumetti statunitensi pubblicati da DC Comics creato da Mark Waid (testi) e Mike Wieringo (disegni), apparso per la prima volta sulle pagine di The Flash vol. 2 n. 91 (giugno 1994). È il quarto Flash, e precedentemente ha vestito i panni di Kid Flash e Impulso. Nato nel XXX secolo da Melony Thawne e Don Allen, arriva nel XX secolo. Egli è Impulso, supereroe dotato di una grande velocità. Ha avuto una sua serie ufficiale, Impulse (1995-2002) e ha fatto parte della Young Justice.
Dopo Titans/Young Justice: Graduation Day (mini-serie pubblicata in Italia nel primo volume di Giovani Titani della Planeta DeAgostini) egli, insieme ad altri membri della Young Justice e dei Titani, entra a far parte di una nuova formazione di Teen Titans.
Diventerà Kid Flash alla fine del quarto volume di Teen Titans (e alla fine del primo volume di Giovani Titani della Planeta) e Flash dopo gli eventi di Crisi infinita. Morirà nell'ultimo volume del fumetto The Flash:The Fastest Man Alive (noto in Italia come Flash: Un anno dopo).

## Biografia del personaggio

### Impulso
Bart Allen nacque nel XXX secolo, dotato di un metabolismo iper-accelerato grazie a cui cresceva molto rapidamente, fino a dimostrare dodici anni a soli due anni. Per evitare ciò, fu creata una realtà virtuale intorno a lui, che avrebbe dovuto rallentare la sua crescita. Ma questo metodo non servì a molto, e fu per questo che sua nonna, Iris West, lo spedì nel presente dove Wally West lo portò a fare una corsa intorno al mondo. Forzando Bart a correre con velocità estrema, egli riuscì nel suo intento ovvero quello di normalizzare il metabolismo del ragazzo.
Avendo vissuto in un mondo virtuale, Bart non ha idea di cosa sia il pericolo. Wally West quindi lo affidò a Max Mercury, che lo portò con sé in Alabama. Batman lo chiamò Impulso non come complimento, ma come avvertimento (come si evince da Impulse n. 50). Impulso entrò in una formazione dei Titani e, poco tempo dopo, formò (insieme a Tim Drake, alias Robin, e a Conner Kent, alias Superboy) la Young Justice. Lascerà il gruppo per un breve periodo, in seguito agli eventi di Young Justice: Our Worlds at War, per poi farvi ritorno successivamente. Jay Garrick, il primo Flash, lo accoglierà a casa sua dopo la sparizione di Max Mercury. In seguito Impulso si unirà ai Giovani Titani, dopo lo scioglimento della Young Justice.

### Kid Flash
Poco tempo dopo dell'entrata di Bart nei Giovani Titani, Deathstroke gli sparerà al ginocchio, che sarà ricostruito artificialmente. Dopodiché leggerà ogni libro contenuto nella San Francisco Public Library e diventerà Kid Flash.
Durante la Crisi Infinita proverà il suo valore combattendo da solo, in quanto Jay Garrick era ormai esausto e Wally West era stato portato via dallo Spirito della Velocità in una dimensione parallela con la moglie Linda e i suoi due gemelli, a combattere la minaccia di Superboy-Prime, doppelganger dimensionale e malvagio di Clark Kent da giovane. Con l'aiuto degli spiriti di Barry Allen, Max Mercury e Johnny Quick a fermarlo, venendo anch'egli divorato dallo Spirito della Velocità.
Ritornerà pochi giorni dopo, non più adolescente ma col corpo di un adulto, avvolto nella divisa di Barry Allen, per proteggere Wonder Girl, fidanzata del suo amico di infanzia Kon-El, dal malvagio Superboy-Prime. Dichiarando di aver consumato tutto il suo potere per riuscire nell'impresa, darà a Jay Garrick l'incarico di proteggere Keystone prima di ritirarsi.
In un futuro alternativo, nella Saga Titans Tomorrow (in Italia Titani di domani), egli veste i panni di Flash, dopo la morte in una Crisi di Wally West. Egli fa parte dei Titani, ma in realtà fa il doppio gioco con i Titani Est, gruppo molto più simile ai Titani del presente che a quelli del futuro. Egli ha nel futuro, inoltre, una relazione con Rose Wilson, la figlia di Deathstroke.

### Flash
In seguito alla sparizione di Wally West, seguente la Crisi Infinita, Bart Allen entrò in possesso dello "Spirito della velocità", la sorgente del potere di ogni Flash, internalizzandola all'interno del suo organismo. Decise di ritirarsi e vivere come un semplice operaio a Keyston City, in quanto lo Spirito della Velocità, difficile da controllare, avrebbe potuto ucciderlo se ne avesse abusato. Quando il suo migliore amico, colpito da un incidente simile a quello che diede i superpoteri a Barry e Wally, diventò il nuovo supereroe, e poi supervillain Griffin, Bart Allen decise di tornare in azione, al principio temporaneamente, poi permanentemente, anche grazie all'aiuto della giovane scienziata Valerie Perez. Valerie, figlia del dottor Mota, nemico storico della dinastia dei Flash, era perdutamente innamorata di Bart, e per lui disegnò un nuovo costume in grado di contenere più agevolmente lo Spirito. In seguito al rapimento di Valerie da parte di Mota e Inertia, Bart Allen abbandonò brevemente Keyston per Los Angeles, attirando l'attenzione di Abra Kadabra.
Ritornato a Keystone, e presentata Valerie come sua fidanzata a Jay Garrick, su consiglio di entrambi decise di entrare nell'Accademia di Polizia di Keystone City, studiando per diventare un agente. Inertia tornò nuovamente nella sua vita, guidando i nemici storici di Flash in un'alleanza per manipolare lo Spirito della Velocità: in realtà, l'alleanza nascondeva un piano per rubare i poteri di Bart Allen e ucciderlo. Nonostante con l'aiuto di Valerie e di sua nonna Iris Allen Bart Allen riuscì a fermare Inertia e salvare il mondo, la perdita temporanea dei suoi poteri lo rese vulnerabile all'assalto dei suoi nemici che, convinti di avere di fronte un Flash al massimo del suo potere, usarono la massima forza per fermarlo. Bart Allen, incapace di fuggire in tempo, morì, pianto da Valerie e Iris. I suoi compagni Titani, Jay Garrick e Wally West, ritornato dal suo esilio in una dimensione parallela, organizzarono un grande funerale pubblico e un monumento al suo eroismo.
Lo stesso monumento verrà più tardi vandalizzato da Superboy-Prime, che ricorderà per sempre con terrore lo scontro con Bart Allen, l'unico a non aver mai avuto paura di lui.

### Crisi infinita
Durante Crisi infinita, Superboy-Prime attaccò Superboy e ferì gravemente o uccise molti Titani, e quindi chiese a Bart di fermare la sua furia. Egli lo accettò facendolo correre al massimo della velocità nella Forza della velocità con l'aiuto di velocisti veterani quali Jay Garrick e Wally West. L'impresa chiese lo sforzo di Jay Garrick, che raggiunse il suo limite prima di entrare nella Forza della velocità, e Wally West, che si trasformò in pura energia e sparì lasciando Bart da solo nella lotta contro un Superboy-Prime corazzato. Fortunatamente per il giovane velocista, Barry Allen, Johnny Quick e Max Mercury, che erano stati tutti assorbiti nella Forza della velocità, comparirono e lo aiutarono.
Bart passò quattro anni in una Keystone City alternativa dove con Wally, un'alternativa versione di Jay Garrick e i fantasmi di Max e Barry, Superboy-Prime progettava di scappare dalla sua prigione. I velocisti si riunirono per fare ritorno alla loro dimensione. In un tentativo di arrivarci prima di Superboy-Prime, Bart assorbì la Forza della velocità, usando l'anello di Wally ed il costume di Barry per aiutarlo a sopravvivere al viaggio.
Indossando il costume del nonno, un più grande Bart riapparve a Tokyo appena in tempo per combattere al fianco di Superman e molti altri eroi nella Battaglia di Metropolis, rilasciando tutta la sua rabbia contro Superboy-Prime per aver ucciso Superboy e costringendolo a ritirarsi dalla battaglia. Quando la crisi cessò, Bart spiegò a Jay dove fosse stato e come la Forza della velocità fosse stata distrutta. Avendo utilizzato i residui della sua velocità racchiusa nel suo corpo nel combattimento a Metropolis, Bart diede il costume di Barry a Jay dichiarandolo "l'uomo più veloce del mondo".

### La morte di Flash (2006-2007)
Bart rivela di essere il Flash al fine di combattere i Rogues. Durante la battaglia, si scopre che la macchina costruita da Inerzia in realtà porta via la Forza della velocità dalle persone invece che dal tempo. Usandola su Flash, i poteri di Bart gli vengono strappati via, lasciandolo circondato dai Rogues e portando all'apparire il Flash Nero. Bart combatte i Rogues prima di andare dietro a Inerzia. Dopo aver cacciato e battuto Inerzia, Bart si batte di nuovo con i Rogues. Presi dal panico, Capitan Cold, Heathwave e lo Stregone del Tempo lo massacrano a morte.
Le persone in lutto tengono una veglia a lume di candela davanti al Museo dei Flash. Fuori dalla Titans Tower a San Francisco, una statua alla memoria di Bart nei panni di Kid Flash è piazzata vicino a quella di Superboy.
Dato che il ritorno di Wally West sulla Terra coincide con la data di morte di Bart, Inerzia afferma che la perdita dei poteri di Bart è stata una diretta conseguenza dell'assorbimento della nuova rilasciata Forza della velocità da parte di Wally. Tuttavia nessuna colpa è stata addossata a Wally, che vendica il suo protetto congelando il corpo di Inerzia ma mantenendone la mente attiva. Inerzia è per sempre tenuto in mostra in una nuova area nel Museo dei Flash, dedicata alla vita di Bart dove passerà per sempre il tempo a fissare le statue raffiguranti il lascito delle gesta di Bart come Impulso e Kid Flash.

### Il funerale
Keystone City tiene il funerale di Bart in cui Jay Garrick (Flash I), Robin, Cyborg e Wonder Girl fanno gli elogi funebri. Alla fine del proprio discorso, Robin manda in onda un video che Bart aveva fatto poco dopo aver preso il Costume di Kid Flash. In questo video, Bart dice ai suoi amici che non gli importa ciò che potrebbe accadergli, perché sarebbe sempre stato orgoglioso di essere un discendente dei Flash, e contento di essere un membro dei Teen Titans. Poco dopo il funerale pubblico, i Teen Titans tengono un funerale privato in cui erigono una statua d'oro di Bart come Kid Flash, accanto alla statua di Superboy.
Durante l'attacco del Corpo di Sinestro alla Terra, il primo atto di Superman-Prime è quello di visitare e dissacrare la tomba di Bart cancellando la scritta "Uomo più Veloce del Mondo" con "Il più Stupido Ragazzo Morto" per vendicarsi del fatto che Bart era stato l'unico ad affrontarlo senza avere paura di lui. Tuttavia nelle edizioni successive nell'ombra di un vicolo adiacente alla tomba di Bart si nota la sagoma di una persona con le vesti lacere e in stato confusionale che ha una certa somiglianza con lo stesso, ma che con sguardo perso si domanda chi sia o perché riconosca la persona ritratta sulla "sua" tomba. Non è dato sapere però come lo spirito di Bart sia sopravvissuto al suo assassinio ed al Flash Nero.

## Poteri e abilità
Fin dalla nascita Bart ha acquisito una connessione alla Forza della velocità, che gli conferisce la capacità di correre sia a velocità supersonica che a una velocità che supera sette volte quella della luce (con la quale può anche viaggiare nel tempo), dei super riflessi e un'aura che protegge lui e i suoi vestiti dalla frizione dell'aria.
Come tutte le abilità comuni a tutti i velocisti della DC, quali creare turbini, correre sull'acqua e vibrare attraverso la materia. Bart possiede anche un'aura che lo protegge dall'attrito con l'aria mentre corre. Prima che gli sparassero alla gamba, era molto più veloce di quanto il Flash corrente fosse stato alla sua età.
Bart è resistente alle alterazioni nella corrente del tempo e ha l'abilità di ricordare tutto ciò che legge, sente o vede (anche a super velocità), permettendogli di ricevere informazioni enciclopediche in tempo di bisogno.
Durante il periodo da Impulso, ha chiesto a Nightwing (Dick Grayson) come fece tempo prima Wally West, di addestrarlo nel combattimento corpo a corpo, conseguendo anche lui ottimi risultati nel giro di pochissimo tempo.

## Altri media
- Nella serie televisiva Smallville, Bart Allen è interpretato da Kyle Gallner.
- Nella serie animata Young Justice, il personaggio di Impulso è doppiato in originale da Jason Marsden.